# Diocesi di Sabadia
La diocesi di Sabadia è una sede soppressa del patriarcato di Costantinopoli e una sede titolare della Chiesa cattolica (in latino Dioecesis Sabadiensis).

## Storia
Sabadia, forse identificabile con Urce nei pressi di Kavak nell'odierna Turchia, è un'antica sede vescovile della provincia romana di Europa nella diocesi civile di Tracia. Faceva parte del patriarcato di Costantinopoli ed era suffraganea dell'arcidiocesi di Eraclea.
Michel Le Quien attribuisce a questa sede due vescovi: un anonimo, che sottoscrisse una lettera dei vescovi della provincia d'Europa indirizzata al concilio di Efeso del 431; e Nicola (Nicolaus Sabadorum), che fu presente al concilio di Costantinopoli dell'879-880 che riabilitò il patriarca Fozio di Costantinopoli. Tuttavia nell'edizione degli atti di questo concilio pubblicata da Giovanni Domenico Mansi non risulta nessun vescovo di questa diocesi.
Dal 1925 Sabadia è annoverata tra le sedi vescovili titolari della Chiesa cattolica; la sede è vacante dal 31 luglio 1967.

## Cronotassi

### Vescovi greci
- Anonimo † (menzionato nel 431)
- Nicola ? † (menzionato nell'879)

### Vescovi titolari
- Johann Baptist Schauer † (13 luglio 1928 - 15 settembre 1942 deceduto)
- Benjamín Barrera y Reyes, M.J. † (25 settembre 1942 - 1º marzo 1954 nominato vescovo di Santa Ana)
- Leo Christopher Byrne † (21 maggio 1954 - 31 luglio 1967 nominato arcivescovo coadiutore di Saint Paul e Minneapolis)